# آتشفشان سانتا ماریا
آتشفشان سانتا ماریا یا ولکان سانتا ماریا (به اسپانیایی: Volcán Santa María)، آتشفشانی متقارن و پوشیده از جنگل در جنوب غربی بلندی‌های آتشفشانی گواتمالاست که با ارتفاع ۳۷۷۲ متری خود، یکی از برجسته‌ترین کوه‌ها در این زنجیره از آتشفشان‌های بزرگ چینه‌ای به‌شمار می‌رود.
این آتشفشان آندزیتی تقریباً ۳۰٬۰۰۰ هزار سال قدمت داشته و بر بستری از سنگ‌ها و صخره‌های قدیمی ناشی از فوران‌های آتشفشانی باستانی شکل گرفته‌است. سانتا ماریا دارای قلهٔ مخروط‌مانند نوک‌تیزی است که دهانهٔ آتشفشانی بزرگی به قطر ۱٬۵ کیلومتر آن را در یال جنوب غربی قطع کرده‌است. این دهانهٔ بیضوی‌شکل در زمان فوران فاجعه‌بار این آتشفشان در سال ۱۹۰۲ پدید آمد.

## فوران سال ۱۹۰۲
سانتا ماریا مکان وقوع یکی از بزرگترین و انفجاری‌ترین فوران‌های آتشفشانی در سدهٔ بیستم بود. این آتشفشان که تا پیش از فوران فاجعه‌بارش در سال ۱۹۰۲ برای دست کم ۵۰۰ تا چندین هزار سال غیر فعال بود در روز ۲۵ اکتبر اآن سال و به‌دنبال مجموعه‌ای از زمین‌لرزه‌های شدید در فاصلهٔ ماه‌های ژانویه تا اکتبر در منطقهٔ کارائیب و آمریکای مرکزی به‌شدت فوران کرد. این زمین‌لرزه‌ها و فعالیت‌های گستردهٔ آتشفشانی بی‌شک هشداری بود بر فورانی قریب‌الوقوع اما به‌دلیل عدم فوران سانتا ماریا برای مدتی طولانی و نبود پیش‌زمینه به این نشانه‌های هشداردهنده توجهی نشد.
فوران آتشفشان سانتا ماریا از نوع فوران پلینیایی بود که منجر به مرگ دست کم ۵۰۰۰ نفر و ایجاد حفره‌ای عمیق در دامنهٔ جنوبی مخروط شد. این فوران بیشتر مناطق جنوب غربی گواتمالا را ویران کرد و آسمان این کشور را برای چندین روز تیره ساخت.
در طی ۳۶ ساعت فعالیت آتشفشانی ۱۰ کیلومتر مکعب داسیت به بیرون پرتاب شد و واریزه‌های آتشفشانی که تقریباً تمامیشان توده‌های پومیسی بودند در منطقه‌ای به وسعت ۲۷۳ هزار کیلومتر مربع در شمال غربی آتشفشان انباشته‌شدند.
همچنین شدت این فوران تا آنجا بود که ستون خاکستر آن تا مناطق دوردستی همچون سان فرانسیسکو در ایالت کالیفرنیای ایالات متحده آمریکا نیز دیده شد.

## گنبد گدازه سانتیاگیتو
به‌دنبال سکونی ۲۰ ساله پس از فوران سانتا ماریا، گنبد گدازه مرکب سانتیاگیتو (به اسپانیایی: Santiaguito) که یکی از فعالترین گنبدهای گدازهٔ مرکب در جهان شناخته می‌شود در سال ۱۹۲۲ در پای دهانهٔ آتشفشانی سال ۱۹۰۲ به‌وجود آمد و از آن زمان تاکنون در حال رشد می‌باشد. این مجموعهٔ مرکب از ۴ گنبد گدازه تشکیل شده که تا بیش از ۵۰۰ متر از پایهٔ آتشفشان اصلی ارتفاع یافته‌اند و فعالترینشان اِل کالینته نام دارد. رشد گنبد در این مدت تقریباً به‌طور مداوم با انفجارهای کوچک، خروج متناوب گدازه، انفجارهای بزرگتر، جریان‌های آذرآواری و لاهار همراه بوده‌است.

## خطرات

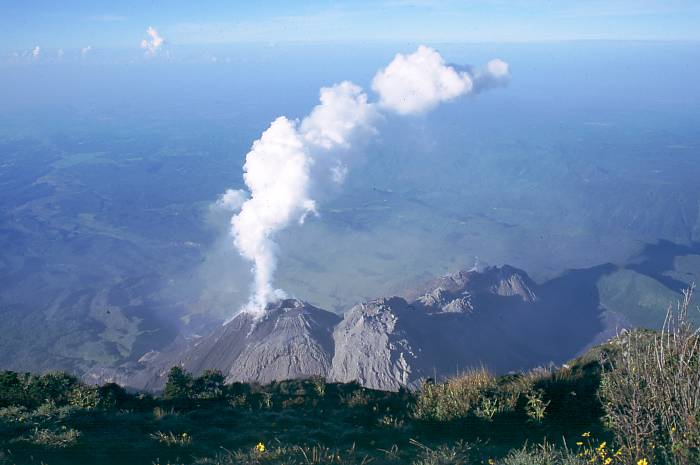
نمایی از سانتیاگیتو از فراز قلهٔ سانتا ماریا

هرچند مخروط اصلی آتشفشان سانتا ماریا دیگر فعال نیست اما گنبد گدازهٔ سانتیاگیتو، خطری بالقوه برای مردمانی که در زمین‌های کشاورزی اطرافش زندگی کرده و به کشت محصولاتی همچون قهوه می‌پردازند به‌شمار می‌رود. همچنین شهرک‌های ال پالمار و سان فلیپه که دقیقاً در جنوب این گنبدهای گدازه واقع شده و شهر کتزالتنانگو که در شمال سانتا ماریا قرار دارد از جمله مناطقی هستند که با مخاطرات آتشفشانی مواجهند. هرچند جریان‌های گدازهٔ داسیتی‌ای که تودهٔ گنبدها را تشکیل داده‌اند چنان چسبناکند که در صورت فوران خطری فوری محسوب نمی‌شوند، اما فروریختن بخش‌های بزرگی از خود گنبدها می‌تواند منجر به تولید جریان‌های خطرناک آذرآواری شود. همچنین خاکسترهای شناور ناشی از فوران غالباً بر روی مناطق و شهرهای نزدیک آتشفشان فرود می‌آید و می‌تواند شرایط تنفسی خطرناکی را پدید آورد.
در سال ۱۹۲۹ بخشی از سانتیاگیتو فرو ریخت که منجر به جریان‌یافتن روانه‌های آذرآواری تا بیش از ۱۰ کیلومتری جنوب آن شد. در نتیجهٔ این جریان ویرانگر صدها نفر جان خود را از دست داده و آسیب فراوانی به دهکده‌ها و پوشش گیاهی منطقهٔ مور تأثیر وارد آمد.
لاهار با روانه‌های گلی آتشفشانی دیگر خطر معمول در این منطقه هستند. بارش باران تابستانی فراوان در این ناحیه از گواتمالا سبب ترکیب آب باران با سنگ‌ها و خاکسترهای سست بر روی دامنه‌های سانتا ماریا و گنبدها شده که در نتیجه ریزش گِل و قطعه‌سنگ‌ها به رودخانه‌های پایین کوه را به‌دنبال دارد. شهر اصلی ال پالمار در دههٔ ۱۹۸۰ توسط لاهار نابود شد و شهر جدید ساخته‌شده به‌جای آن نیز در معرض تهدید روانه‌های گلی آتی قرار دارد.